# Dirham d'argent
Pour les articles homonymes, voir Dirham.
Le dirham (arabe : درهم, DMG : dirham) est une ancienne monnaie en argent produite à partir de l'émergence du califat des Omeyyades, après avoir été une unité de mesure. 
Avec le dinar or, il constitue la principale monnaie de transaction, et contient 2,97 g d'argent pur.
Son usage perdure pendant plusieurs siècles, et son nom se retrouve dans de nombreuses monnaies modernes.

## Histoire
Sur le plan étymologique, les mots « dirham », dirhem, derham, dirhm, proviennent du mot grec ancien δραχμή, drakhmê, drachme. En persan, on trouve les mots derham et drahm pour qualifier une pièce d'argent frappée sous les Sassanides.

### Dirham des Omeyyades

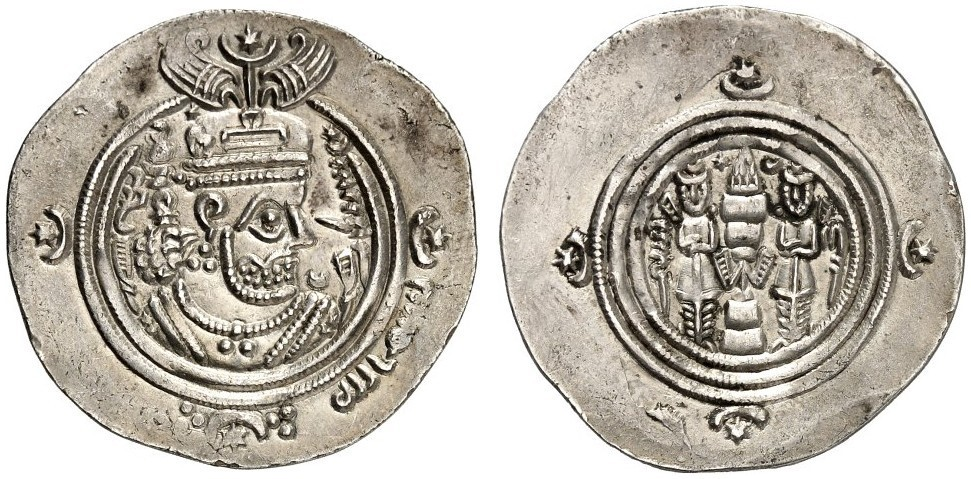
Drachme arabo-sassanide frappée à Darabjird en 661 avec un portrait du roi Yazdgard III. Recto-verso, poids de 4,06 g. À l'avers se trouve une inscription en arabe (« Au nom d'Allah »), au revers un autel du feu zoroastrien entre deux prêtres.

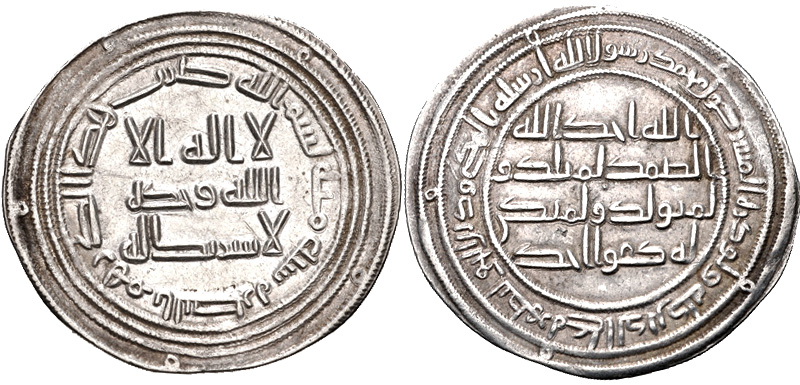
Recto-verso d'un dirham post-réforme frappé sous ʿUmar II en 718-719, atelier de Kerman.

Jusqu'au califat d'Abd Al-Malik (de 685 à 705) qui met en place une grande réforme monétaire, la Oumma ne battait pas monnaie et utilisait la drachme (drachma ou drahm, donnant le mot dirham) sassanide et le solidus d'or byzantin : selon les flux d'échanges commerciaux depuis la Péninsule arabique, l'or venait donc du nord et de l'ouest, et l'argent métal de l'est,. 
Sur la base de la valeur du dinar-or, le dirham d'argent équivaut à 2,97 g d'argent pur — sensiblement moins lourde que la drachme sassanide —, soit les 7/10e du poids du dinar qui est de 4,25 g. Le calife Omar ibn al-Khattâb (634-644) aurait établi une relation exacte entre la masse des deux monnaies avec un ratio de 7:10, soit 0,7 mithqal pour 1 dirham, équivalant à 14 qirats syriaques. Les deux types de monnaie circulent mais n'entrent pas dans un rapport constant. Le système monétaire islamique ne repose pas sur un bimétallisme au sens moderne, et encore moins sur un monométallisme qui verrait l'or comme étalon. Toutefois, à l'usage, et du moins sur les deux premiers siècles du califat des Omeyyades, on peut dire qu'en moyenne, 10 dirhams (darāhim) équivalaient à 1 dinar-or, selon un taux d'échange qui fut simplifié avec le temps.

### Évolution du dirham
On trouve la trace de dirhams dans tout le bassin méditerranéen, mais aussi au nord de l'Europe, dans les trésors vikings (Scandinavie, Angleterre) ; les Mongols l'adoptent après la conquête de Bagdad en 1258. Près d'un demi-million de dirhams datant de la période du VIIIe siècle au XIe siècle ont été retrouvés sur le pourtour de la mer Baltique. Le sultanat du Maroc réintroduit le dirham[incompréhensible] à partir de 1873 sous Hassan ben Mohammed dans le cadre de la réforme du monnayage alaouite.